# あばたもえくぼ
あばたもえくぼ（漢字: 痘痕も靨、英: Love me, love my dog、Love is blind）は、相手を好きになった人の目には、天然痘が治癒した後にも顔面に残る発疹の跡である「あばた」でも、相手の顔にあれば笑うと頬にできる窪みである「えくぼ」のように見えるということから、相手に惚れていると相手の欠点すらも長所に見えるということを指すことわざである。また、贔屓目に見れば、醜いものも美しく見えることを指す。類語に「惚れた欲目」「愛してその醜を忘る」などがあり、対義語に「親が憎けりゃ子も憎い」などがある。この言葉は「洒落本・伊賀越増補合羽之龍」「人情本・郭の花笠」「日本俚諺大全」や、遠藤周作の『恋愛とは何か』、正宗白鳥の『泥人形』などの作品でも確認することができる。日本メンタル再生研究所の所長を務める山本潤一は、「あばたもえくぼ」と表現されるような「認知のゆがみ」が生じている状態にいることは、鬱病改善に効果がある可能性を指摘している。